# David Kickert
David Kickert (* 16. März 1994 in Korneuburg) ist ein österreichischer Eishockeytorwart, der seit 2022 beim EC Red Bull Salzburg in der Österreichischen Eishockey-Liga unter Vertrag steht.

## Karriere
Kickert war seit 2011 im Kader der Vienna Capitals und wurde am 11. Oktober 2013 erstmals in einem Spiel der Österreichischen Eishockey-Liga (ÖEHL) eingesetzt. In der Saison 2016/17 wurde er mit einer Fangquote von 93,3 % fangstärkster Torhüter der EBEL und hatte mit 1,86 auch den besten Gegentorschnitt. Er wurde daraufhin zum EBEL-YoungStar der Saison gewählt. Zudem gewann er mit den Capitals den Österreichischen Meistertitel, wobei er in drei der vier Finalspielen zum Einsatz kam.
Im Mai 2017 nahm der EC VSV David Kickert für die Spielzeit 2017/18 unter Vertrag.
Im Februar 2018 wurde David Kickert wieder zurück zu den Caps verliehen.
Zur Saison 2018/19 gab der EHC Linz die Verpflichtung von David Kickert bekannt.
Zwischen Februar und Mai 2021 stand Kickert bei den Augsburger Panthern in der Deutschen Eishockey Liga unter Vertrag, ehe er zu den Vienna Capitals zurückkehrte. Dort wurde sein Vertrag im April 2023 um ein weiteres Jahr bis zum Ende der Saison 2023/24 verlängert.

### International
Im Juniorenbereich nahm Kickert erstmals an der U18-Weltmeisterschaft 2012 in der Division I teil. Mit der österreichischen U20-Auswahl spielte er bei den Weltmeisterschaften 2013 und 2014, als er zum besten Spieler des Turniers gewählt wurde, ebenfalls in der Division I.
Sein Debüt in der Herren-Nationalmannschaft gab er bei der 2:3-Niederlage nach Verlängerung im Freundschaftsspiel am 10. April 2014 gegen Slowenien in Wien. Anschließend gehörte er bei den Weltmeisterschaften 2016 und 2017 zum Kader der Alpenländler in der Division I, wurde jedoch jeweils nicht eingesetzt. Zu drei Einsätzen kam er hingegen bei der Olympiaqualifikation für die Winterspiele 2018 in Pyeongchang, bei dem die Österreicher aber beim Turnier im lettischen Riga hinter Deutschland und dem Gastgeber lediglich Platz drei erreichten und so die Olympiaqualifikation verpassten.

## Erfolge und Auszeichnungen
- 2014 Bester Torhüter bei der U20-Weltmeisterschaft der Division I, Gruppe A
- 2017 Österreichischer Meister mit den Vienna Capitals
- 2017 Beste Fangquote geringster Gegentorschnitt (jeweils sowohl Hauptrunde und Playoffs) sowie EBEL-YoungStar der Österreichischen Eishockey-Liga
- 2017 Aufstieg in die Top-Division bei der Weltmeisterschaft der Division I, Gruppe A
- 2017 EBEL-YoungStar der Saison 2016/17

## Karrierestatistik
(Legende zur Spielerstatistik: Sp oder GP = absolvierte Spiele; T oder G = erzielte Tore; V oder A = erzielte Assists; Pkt oder Pts = erzielte Scorerpunkte; SM oder PIM = erhaltene Strafminuten; +/− = Plus/Minus-Bilanz; PP = erzielte Überzahltore; SH = erzielte Unterzahltore; GW = erzielte Siegtore; 1 Play-downs/Relegation; Kursiv: Statistik nicht vollständig)